# Johannes H. Berg
Johannes H. Berg jr., född 23 september 1956, död 29 april 2004, var en central person i norsk science fiction-fandom. Han var föreningsgrundare, kongressarrangör, fanzineproducent, och J.R.R Tolkien-översättare.
Han var stöttepelaren i norsk science fiction- och fantasyfandom från 1970-talet till sin död i levercancer 2004. Han var mycket aktiv även i skandinavisk fandom utanför Norge. 1981 grundade han tillsammans med Nils Ivar Agøy den norska Tolkienföreningen Arthedain, som han sedan kom att förbli medlem av till sin död. Han översatte även två av J.R.R. Tolkiens böcker, Sagan om smeden och stjärnan (Smith of Wooton Major) och Blad av Niggle (Leaf by Niggle) till norska, och hjälpte till med undertexterna till filmatiseringarna av Sagan om Ringen. Utöver sin verksamhet i sf- och fantasykretsar var han också en viktig person i roll- och brädspelsföreningen Ares i Oslo, och en av grundarna till organisationen Hyperion 2002. Han översatte också grundböckerna till rollspelet Dungeons & Dragons.
Till vardags arbetade han på Norsk Teknisk Museum.